# Lunzer See
Der Lunzer See ist ein Gewässer am Fuße des Dürrensteins unweit des Ortes Lunz am See. Er gilt als der einzige natürlich entstandene und als der kälteste See Niederösterreichs. Durch den See (Seehöhe 608 m; Länge 1.700 m; Breite 500 m; Tiefe 34 m) fließt der Seebach (er tauscht das Volumen des Sees dabei dreimal pro Jahr aus), der dem Obersee (Seehöhe 1113 m; Länge 790 m; Breite 300 m; Tiefe 15 m) entspringt, den Mittersee (Seehöhe 767 m; Länge 333 m; Breite 50 m; Tiefe 3 m) durchfließt und in Lunz in die Ybbs (Ois) mündet (in diesem Zusammenhang wird der Lunzer See auch als Lunzer Untersee bezeichnet). Den Lunzer See bewohnen Bachforellen, Seesaiblinge, Hechte, Groppen, Gründlinge (seit ca. 1970) und Flussbarsche (seit ca. 1980, die die Elritzen-Population stark reduziert haben).
Am Westufer befinden sich ein Restaurant und Bootsverleihe. Am See werden auch Rundfahrten mit Ausflugsbooten angeboten. Die Universität Wien, die Universität für Bodenkultur Wien und die Donau-Universität Krems betreiben am Ostufer des Sees die Biologische Station Lunz zu Forschungs- und Ausbildungszwecken.

## Seebühne
Am Westufer des Sees gibt es eine Seebühne, auf der Musik und Sommertheater gespielt wird. Das Konzept stammt von Hans Kupelwieser, einem Lunzer Künstler. Bemerkenswert ist dabei, dass die Bühne über den Winter nicht herausgehoben wird, sondern die Pontons geflutet und im See versenkt werden. Durch die auftretenden tiefen Temperaturen im Winter könnten die Pontons, wenn sie an der Oberfläche blieben, leicht durch den starken Eisdruck beschädigt werden.
Den ganzen Juli über findet auf der Seebühne ein Sommerfestival für zeitgenössische Kunst mit dem Namen wellenklänge statt. 
Jedes Jahr findet auch das Musikfestival more ohr less des Musikers Hans-Joachim Roedelius statt.

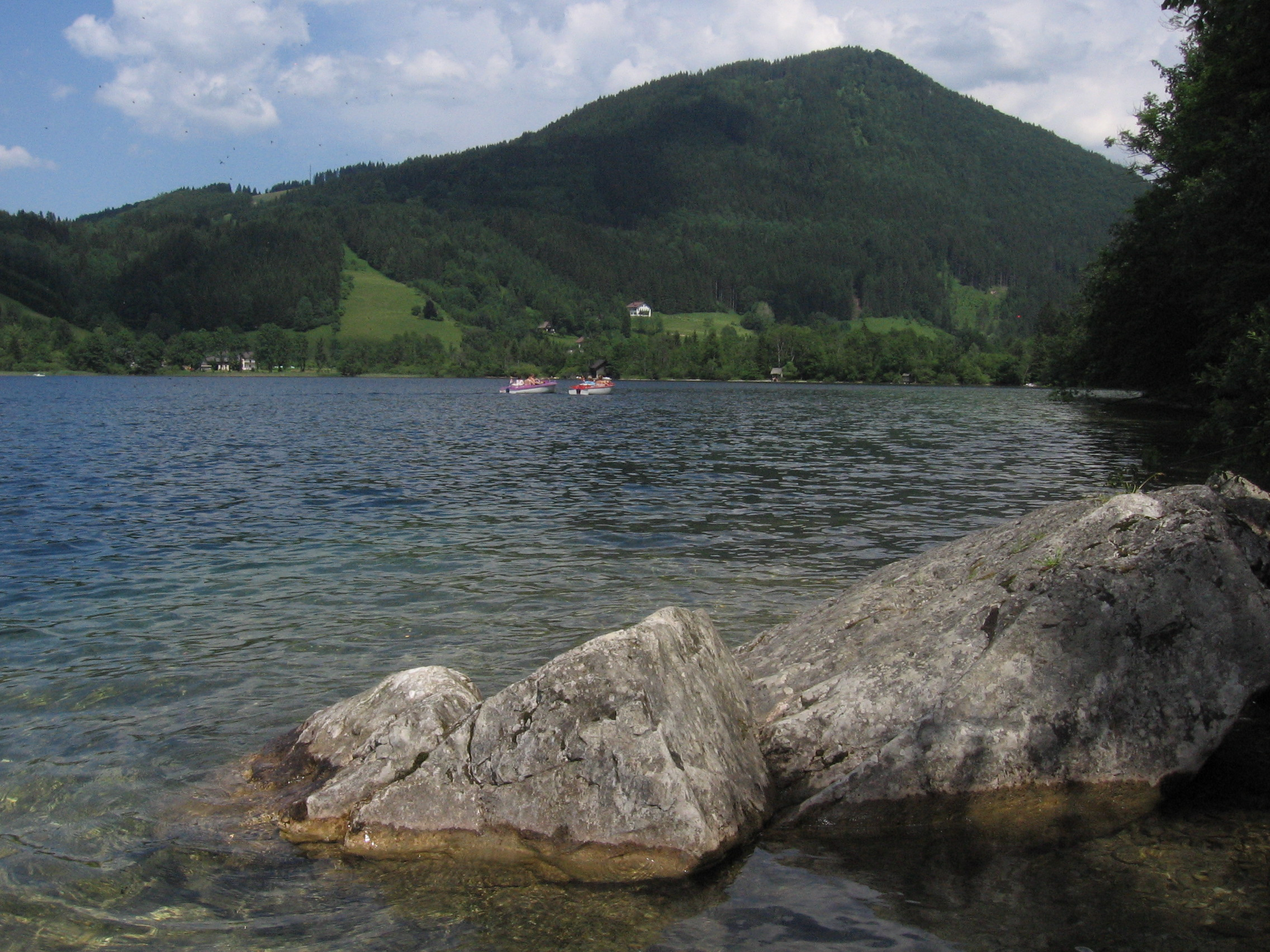
Blick über den See zum Maiszinken
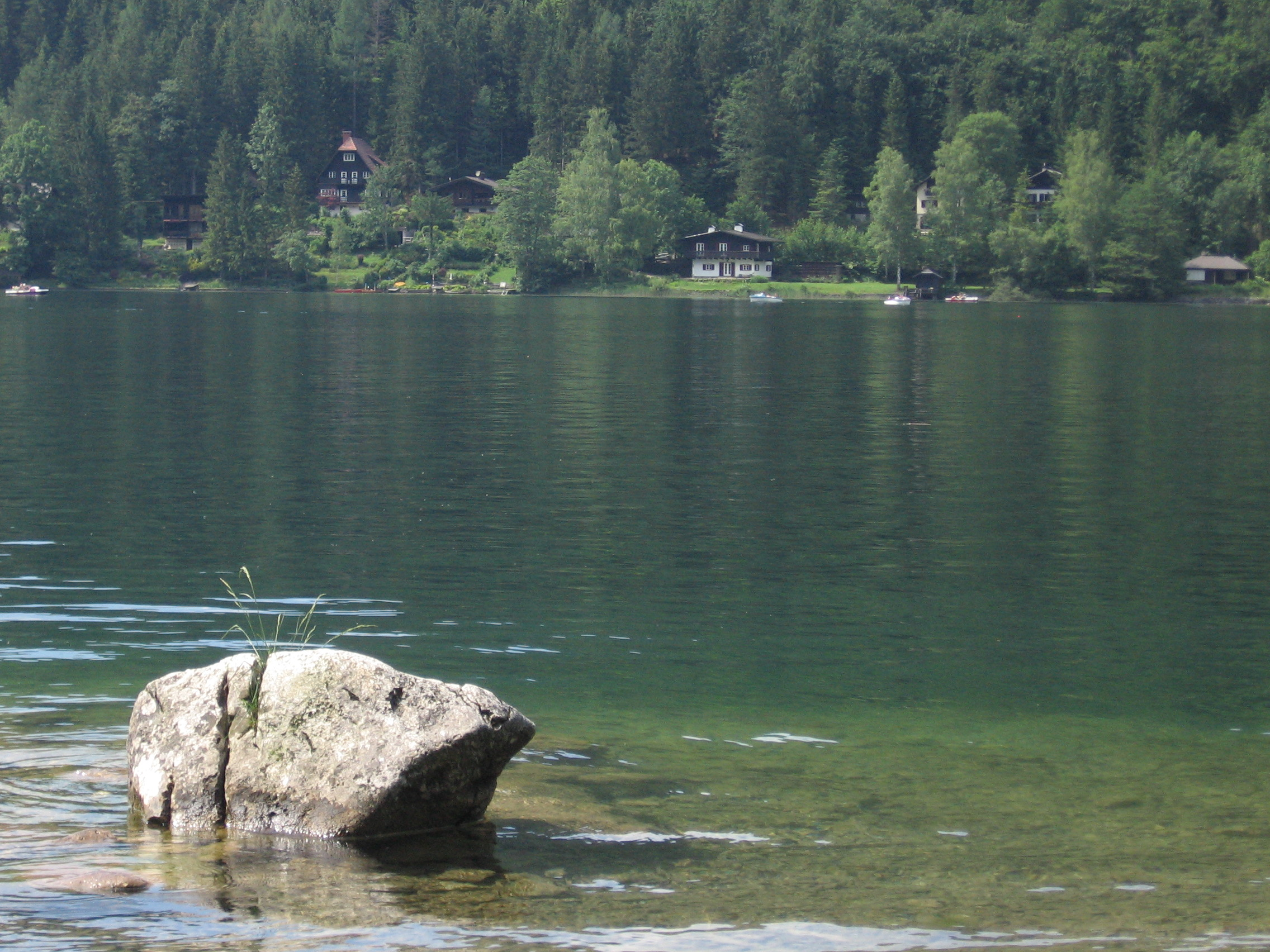
Blick nach Norden zum verbauten Teil
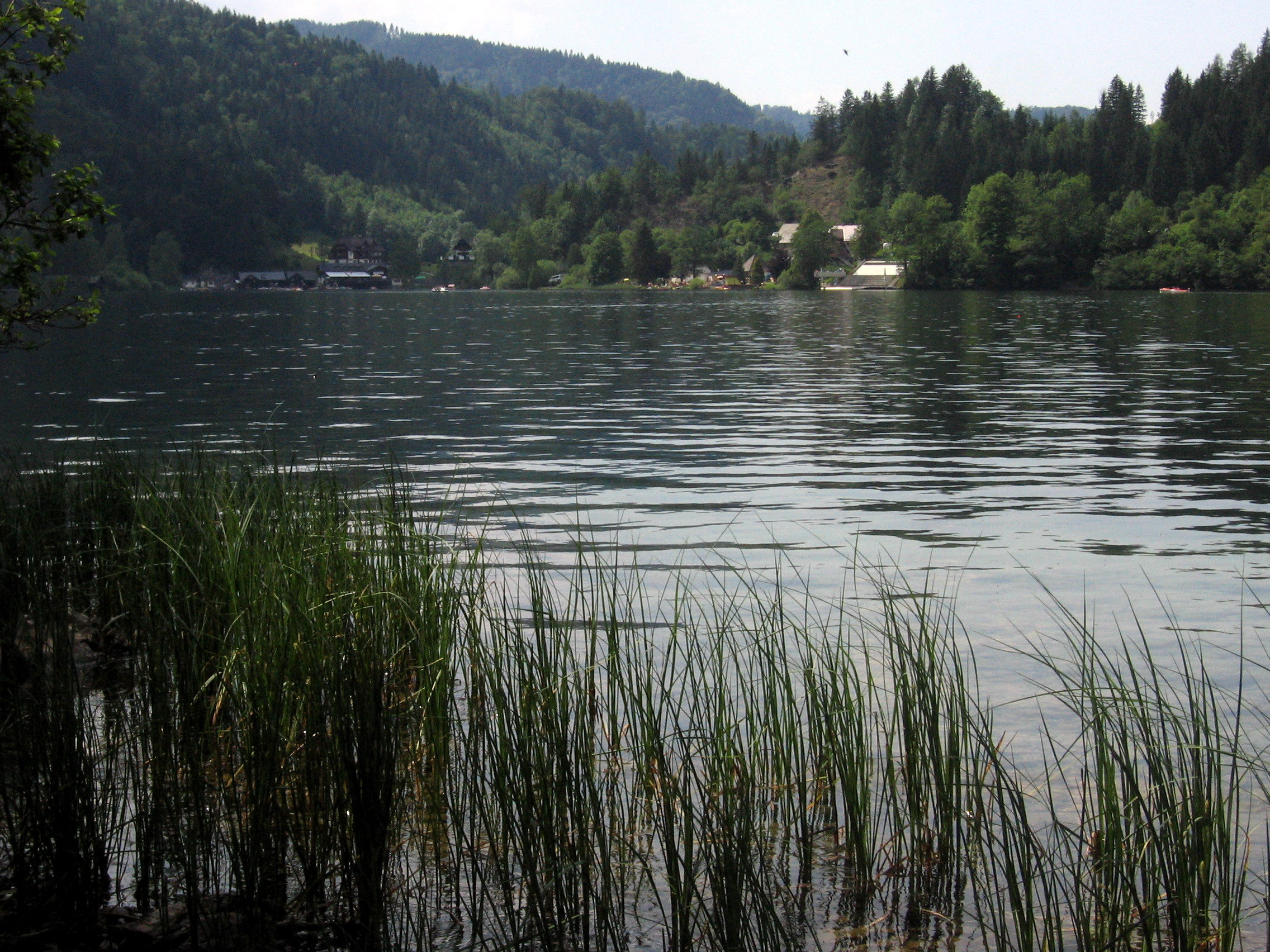
Blick nach Westen Richtung Seebühne